# Губернатор Амурской области
Губерна́тор Аму́рской о́бласти — высшее должностное лицо Амурской области. Возглавляет высший исполнительный орган государственной власти области — администрацию.
Должность появилась 8 октября 1991 года. На данный момент переизбирается путём прямых выборов каждые 5 лет. 30 мая 2018 года временно исполняющим обязанности назначен Василий Орлов.

## Полномочия
Полномочия губернатора Амурской области регламентированы статьёй 53 Устава (Основного Закона) Амурской области:
- представляет Законодательному Собранию на утверждение проекты планов и программ социально-экономического развития области, областного бюджета, бюджета Территориального фонда обязательного медицинского страхования Амурской области, отчеты об их исполнении, систему исполнительных органов государственной власти области;

- представляет Законодательному Собранию ежегодные отчеты о результатах деятельности Правительства области, в том числе по вопросам, поставленным Законодательным Собранием;

- обнародует Устав (основной Закон) области, законы области, удостоверяя обнародование путем их подписания, либо отклоняет законы области;

- формирует Правительство области и принимает решение о его отставке в соответствии с настоящим Уставом и законом области;

- представляет область в отношениях с федеральными органами государственной власти, органами государственной власти субъектов Российской Федерации, органами местного самоуправления и при осуществлении внешнеэкономических связей, при этом вправе подписывать договоры и соглашения от имени области как субъекта Российской Федерации в соответствии с федеральным законодательством и законами области;

- вносит на рассмотрение Президента Российской Федерации и Правительства Российской Федерации проекты нормативных правовых актов, принятие которых находится в их компетенции;

- решает вопросы о представительстве области при Президенте Российской Федерации, Правительстве Российской Федерации и органах исполнительной власти других субъектов Российской Федерации;

- вправе обратиться с запросами в Конституционный Суд Российской Федерации о соответствии Конституции Российской Федерации, Устава области, законов и иных нормативных правовых актов области, изданных по вопросам, относящимся к ведению органов государственной власти Российской Федерации и совместному ведению органов государственной власти Российской Федерации и органов государственной власти области;

- вправе требовать созыва внеочередного заседания Законодательного Собрания, а также созывать вновь избранное Законодательное Собрание на первое заседание ранее срока, установленного для этого пунктом 1 статьи 35 настоящего Устава;

- согласовывает назначение на должность прокурора области;

- обеспечивает координацию деятельности органов исполнительной власти области с иными органами государственной власти области и в соответствии с законодательством Российской Федерации может организовывать взаимодействие органов исполнительной власти области с федеральными органами исполнительной власти и их территориальными органами, органами местного самоуправления и общественными объединениями;

- осуществляет иные полномочия, закрепленные за ним федеральным законодательством и законами области, нормативными правовыми актами Президента Российской Федерации, Правительства Российской Федерации.

## Список губернаторов
| №  | Губернатор                     | Губернатор                                                            | Партийность            | Основание вступления в должность                                                             | Срок полномочий | Срок полномочий | Прекращение полномочий                                                         |
| -- | ------------------------------ | --------------------------------------------------------------------- | ---------------------- | -------------------------------------------------------------------------------------------- | --------------- | --- | ------------------------------------------------------------------------------ |
| 1  | Альберт Кривченко (1935—2021)  |                                                                       | Демократическая Россия | Назначен президентом РСФСР Борисом Ельциным                                                  | 8 октября 1991  | 11 мая 1993 | Не был избран на прямых выборах                                                |
| 2  | Александр Сурат (1947—2016)    |                                                                       |                        | Избран на прямых выборах                                                                     | 11 мая 1993     | 5 октября 1993 | Снят с должности президентом РФ Борисом Ельциным                               |
| 3  | Владимир Полеванов (р. 1949)   |                                                                       |                        | Назначен президентом РФ Борисом Ельциным                                                     | 5 октября 1993  | 14 ноября 1994 | Снят с должности президентом РФ Борисом Ельциным, назначен на другую должность |
| 4  | Владимир Дьяченко (1948—2024)  |                                                                       |                        | Назначен президентом РФ Борисом Ельциным                                                     | 3 декабря 1994  | 17 мая 1996 | Снят с должности президентом РФ Борисом Ельциным                               |
| 5  | Юрий Ляшко (1943—2015)         |                                                                       |                        | Назначен президентом РФ Борисом Ельциным                                                     | 3 июня 1996     | 20 апреля 1997 | Не был избран на прямых выборах                                                |
| 6  | Анатолий Белоногов (1939—2019) |                                                                       | КПРФ                   | Избран на прямых выборах                                                                     | 20 апреля 1997  | 21 апреля 2001 | Не был избран на прямых выборах                                                |
| 7  | Леонид Коротков (р. 1965)      |                                                                       | Беспартийный           | Избран на прямых выборах                                                                     | 21 апреля 2001  | 24 февраля 2005 | Окончание срока                                                                |
| 7  | Леонид Коротков (р. 1965)      | Наделён полномочиями по представлению президента РФ Владимира Путина  | Беспартийный           | 24 февраля 2005                                                                              | 10 мая 2007     | Снят с должности президентом РФ Владимиром Путиным                                                                                                |                                                                                |
| 8  | Николай Колесов (р. 1956)      |                                                                       |                        | Наделён полномочиями по представлению президента РФ Владимира Путина                         | 1 июня 2007     | 16 октября 2008 | Снят с должности президентом РФ Дмитрием Медведевым                            |
| 9  | Олег Кожемяко (р. 1962)        |                                                                       | «Единая Россия»        | Назначен временно исполняющим обязанности губернатора Указом президента РФ Дмитрия Медведева | 16 октября 2008 | 20 октября 2008 | Наделён полномочиями по представлению президента РФ Дмитрия Медведева          |
| 9  | Олег Кожемяко (р. 1962)        | Наделён полномочиями по представлению президента РФ Дмитрия Медведева | «Единая Россия»        | 20 октября 2008                                                                              | 20 октября 2012 | |                                                                                |
| 9  | Олег Кожемяко (р. 1962)        | Избран на прямых выборах                                              | «Единая Россия»        | 20 октября 2012                                                                              | 25 марта 2015   | Назначен временно исполняющим обязанности губернатора Сахалинской области Указом президента РФ Владимира Путина                                   |                                                                                |
| 10 | Александр Козлов (р. 1981)     |                                                                       | «Единая Россия»        | Назначен временно исполняющим обязанности губернатора Указом президента РФ Владимира Путина  | 25 марта 2015   | 20 сентября 2015 |                                                                                |
| 10 | Александр Козлов (р. 1981)     | Избран на прямых выборах                                              | «Единая Россия»        | 20 сентября 2015                                                                             | 18 мая 2018     | Снят с должности президентом РФ Владимиром Путиным по собственному желанию и назначен Министром Российской Федерации по развитию Дальнего Востока |                                                                                |
| 11 | Василий Орлов (р. 1975)        |                                                                       | «Единая Россия»        | Назначен временно исполняющим обязанности губернатора Указом президента РФ Владимира Путина  | 30 мая 2018     | |                                                                                |